# Spelaeodiscidae
Spelaeodiscidae — семейство брюхоногих моллюсков, живущих на суше. На данный момент в семействе описаны лишь три рода и 10 видов. Раковина длиной до 5 мм, вьётся в правую, реже в левую сторону, имеет коническую уплощённую форму. 
Большинство видов распространены в Восточной Европе (один вид в Польше). Ведут скрытный образ жизни: живут под камнями или в пещерах, в связи с чем у некоторых видов глаза редуцированы.

## Систематика
В составе семейства:
- Spelaeodiscus Brusina, 1886
- Virpazaria Gittenberger, 1969
- Klemmia Gittenberger, 1969